# Менинг (Алберта)
Менинг (енгл. Manning) је варошица у северном делу канадске провинције Алберта и део је статистичке регије Северна Алберта. Налази се на деоници локалног друма 35 на око 73 км северно од вароши Пис Ривер. Важан је регионални пољопривредни, шумарски и енергетски центар.
Све до 1947. насеље је носило име Аурора, када је име промењено у садашње Менинг у част некадашњег премијера Алберте Ернеста Менинга (премијер од 1943. до 1968). Насеље је 1952. добило статус села, а 1957. и статус вароши. 
Према резултатима пописа становништва из 2011. у варошици је живело 1.164 становника у 501 домаћинству, што је пад од 22% у односу на попис из 2006. када су регистрована 1.493 житеља вароши.

## Становништво
| 2006. | 2011. |
| ----- | ----- |
| 1.493 | 1.164 |